# درو سوتون
درو سوتون (بالإنجليزية: Drew Sutton) هو لاعب كرة قاعدة أمريكي، ولد في 30 يونيو 1983 في إل دورادو في الولايات المتحدة.

## وصلات خارجية
- درو سوتون على موقع دوري كرة القاعدة الرئيسي (الإنجليزية)
- درو سوتون على موقعبيزبول رفرنس.كوم (الدوري الرئيسي) (الإنجليزية)
- درو سوتون على موقعبيزبول رفرنس.كوم (الدوري الثانوي) (الإنجليزية)
- درو سوتون على موقع إي إس بي إن.كوم (أم.أل.بي) (الإنجليزية)
- درو سوتون على موقع مشجعي الرسوم البيانية (الإنجليزية)